# 120 Collins Street
120 Collins Street is een wolkenkrabber aan Collins Street in de Australische stad Melbourne. Het gebouw is 265 meter hoog en het telt 52 verdiepingen. De bouw werd voltooid in 1991. 120 Collins Street wordt voornamelijk gebruikt voor kantoorruimte.

## Kenmerken
Het gebouw is ontworpen door de architectenbureaus Hassell en Daryl Jackson. Het ontwerp van het gebouw is geïnspireerd door art-deco-wolkenkrabbers, zoals het Empire State Building in New York.
Het gebouw was het hoogste gebouw in Australië toen het in 1991 voltooid werd (antenne meegerekend). Het gebouw bezat dit record tot 2005; in dat jaar werd Q1 voltooid, een wolkenkrabber met een hoogte van 323 meter. Het gebouw is op de Eureka Tower na het hoogste gebouw in Melbourne. 120 Collins Street staat op de derde plaats in de lijst met hoogste gebouwen in Australië (tevens Oceanië).
De communicatietoren en antenne op het gebouw zijn samen 43 meter hoog.
Het gebouw staat ook bekend onder de naam BlueScope Steel Centre aangezien het bedrijf BlueScope Steel haar hoofdkwartier in dit gebouw heeft.